# 2002 VF130
2002 VF130 est un objet binaire de la ceinture de Kuiper faisant partie des cubewanos.

## Caractéristiques
2002 VF130 mesure environ 145 km de diamètre ayant un satellite de 126 km. Les objets orbitent à 22 400 ± 100 km l'un de l'autre,. L'objet pourrait être qualifié de transneptunien double.